# Rádio Prostor
Radio Zet byla do 24. července 2023 česká publicistická rozhlasová stanice věnující se tématům z  byznysu, vědy, techniky, kultury a společenského dění. Vysílací licenci vlastnila firma RadioZET, která po české redakci stanice BBC získala 12 kmitočtů, na kterých vysílá v největších městech Česka. Od října 2022 tuto společnost vlastní česká investiční skupina SPM Media. Od léta 2023 se jmenuje Rádio Prostor.
Rádio ZET vysílalo na VKV/FM a v DAB+. Do 13. března 2023 vysílala stanice češtině od 6 do 18 hodin ve všední dny a o víkendu od 7 do 19 hodin. Mimo tyto časy přebírala vysílání v angličtině od BBC World Service. Od března 2023 došlo ke změně programového schématu, kdy se vysílání ve všední dny zkrátilo do 16:30 a úplně bylo zrušeno víkendové vysílání. Rádio ZET ukončilo působení na svých frekvencích v pátek 23. června 2023 a jeho nástupcem se stalo Radio Prostor, které začalo vysílat 24. července 2023. Na začátku roku 2024 se stanice začala profilovat jako první české podcastové rádio. V září 2024 došlo k další úpravě formátu rádia. Podcasty v něm mají stále významné místo, ale už jen ve dvou blocích, odpoledním (12–16 hod.) a večerním (19–22 hod.). V hlavních vysílacích časech se stanice soustředí na aktuální zprávy a servisní informace. S programovou změnou zároveň přišlo prodloužení vlastního vysílání stanice. Ve všední dny vysílá od 6 do 22 hodin, o víkendech od 8 do 18 hodin. Po zbylou dobu přebírá BBC World Service.

## Historie
Licenci a frekvence získala tuzemská pobočka francouzské mediální skupiny Lagardère, Lagardere Active ČR, na konci roku 2012 od BBC. Od roku 2016 byla polovičním spoluvlastníkem tuzemská rádiová skupina Media Bohemia. V dubnu 2017 uvedl prezident české pobočky Lagardère Michel Fleischmann novou ředitelku Vladimíru Nejedlou. Na jaře 2018 Radio Zet získala CMI News, firma z mediálního konglomerátu Czech Media Invest kolem Daniela Křetínského (Patrik Tkáč a Roman Korbačka 10 %). Jednatelem CMI News a člen představenstva mateřské Czech Media Invest byl Daniel Častvaj.  Plnou kontrolu získala CMI News v létě 2019. Mezi únorem 2020 a březnem 2022 stanice nesla název Radio Z. V říjnu 2022 koupila Radio Zet česká investiční skupina SPM Media Slavomíra Pavlíčka a Marka Španěla.

## Vysílače
Radio Zet vysílalo v DAB+ v Multiplexu CRa Českých Radiokomunikací a ve VKV/FM na vysílačích a kmitočtech uvedených v tabulce.
| Vysílač                    | Kmitočet (MHz) |
| -------------------------- | -------------- |
| Praha                      | 101,1          |
| Jihlava                    | 096,7          |
| Olomouc                    | 105,6          |
| Plzeň                      | 098,6          |
| Brno                       | 101,3          |
| Karlovy Vary               | 094,7          |
| Ostrava                    | 106,3          |
| Ústí nad Labem             | 105,8          |
| České Budějovice           | 089,8          |
| Liberec / Jablonec n. N.   | 099,2          |
| Pardubice / Hradec Králové | 099,1          |
| Zlín                       | 093,9          |